# 5061 McIntosh
5061 McIntosh eller 1988 DJ är en asteroid i huvudbältet som upptäcktes den 22 februari 1988 av den australiensiske astronomen Robert H. McNaught vid Siding Spring-observatoriet. Den är uppkallad efter den kanadensiske astronomen Bruce A. McIntosh.
Asteroiden har en diameter på ungefär 10 kilometer och den tillhör asteroidgruppen Eos.